# دوروتی ریویر
دوروتی ریویر (انگلیسی: Dorothy Revier؛ ‏ ۱۸ آوریل ۱۹۰۴ – ۱۹ نوامبر ۱۹۹۳) بازیگر اهل ایالات متحده آمریکا بود.
از فیلم‌هایی که وی در آن نقش داشته‌است، می‌توان به نقاب آهنین، زیردریایی، نور شمع، مرد بد، و دلقک اشاره کرد.